# Burg Schwalenberg
Die Burg Schwalenberg liegt auf einem Hügel über der Stadt Schwalenberg im nordrhein-westfälischen Kreis Lippe. Die Höhenburg wurde von den Grafen von Schwalenberg im 13. Jahrhundert erbaut. Sie wurde vom Haus Lippe im 17. Jahrhundert und zu Beginn des 20. Jahrhunderts teilweise grundlegend umgebaut. 

## Geschichte
Die Grafen von Schwalenberg verließen die eigentlich für das Geschlecht namengebende alte Burg Schwalenberg später Oldenburg bei Marienmünster und erbauten die Stadt und die neue Burg, die heute als Burg Schwalenberg bezeichnet wird. Zur Zeit von Graf Volkwin III. wurde die Burg von 1228 bis 1231 erbaut. In etwa in dieser Zeit entstand auch die Stadt Schwalenberg. Die Burg wurde seit 1358 bis in das erste Viertel des 17. Jahrhunderts an verschiedene Adelsfamilien verpfändet. 1613, nach dem Tod seines Vaters Simon VI., erbte Hermann (1590–1620) das Amt und die Burg Schwalenberg. Er verfügte, dass 1618 der Bergfried abgebrochen wurde. Später war sie Sitz von Nebenlinien des Hauses Lippe. An Stelle der Burg wurde 1627/28 ein Schloss mit Elementen der Spätrenaissance erbaut. Davon ist noch ein Flügel erhalten. Dieser wurde 1911 bis 1913 erneuert. Zwischen 1938 und 1945 wurde die Burg als Müttergenesungsheim und danach bis 1962 als evangelisches Kindererholungsheim genutzt. In der Folgezeit wurde das Gebäude renoviert und zu einem Hotel umgebaut.
Auf einem Hügel über dem Ort gelegen, ist die Burg von der Stadt aus fußläufig oder mit dem Kraftfahrzeug zu erreichen. Die Burg wurde im Jahr 2017 verkauft und im Rahmen der geplanten Neunutzung wird die Burg bis 2019 umgebaut. In der Burg entstehen Ferienwohnungen. Diese wurden im Dezember 2018 genehmigt und die Arbeiten dazu haben begonnen. Ab Mitte Januar 2019 ist das Burgcafe auch wieder eröffnet. Ebenso wurden im Rahmen der Wiederherstellung des alten Erscheinungsbildes der Burg im Winter 2017/2018 umfangreiche Forstarbeiten am Burgberg und auf dem Burggelände durchgeführt. Diese wurden im Winter 2018/2019 weiter fortgeführt.

## Das Märchen von der Burg Schwalenberg und dem Stadtwasser
Es gibt in der Nähe von Schwalenberg eine Wasserquelle, die den Ort mit Wasser versorgen sollte, aber nur wenige Meter höher liegt als dieser. Da der direkte Weg durch hügeliges Gelände führt, schien die Wasserversorgung der Ortschaft über diese Quelle unmöglich zu sein. Graf Volkwin bot daher zwei seiner Gefangenen Freiheit und Land an, wenn sie im Gegenzug das Wasser der Quelle bis nach Schwalenberg leiten würden, was diesen, durch Umwege entlang des Burgbergs, schließlich gelang.

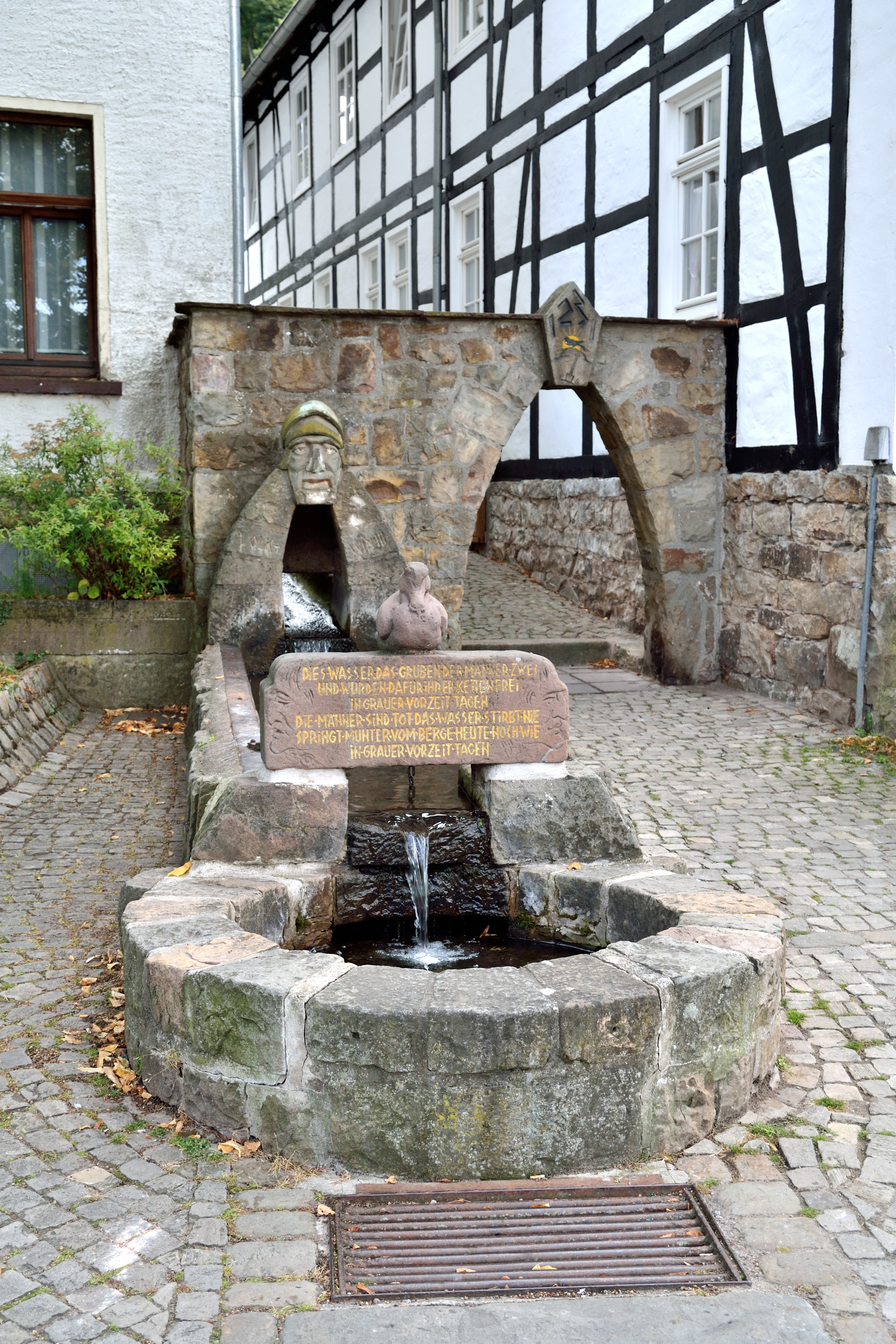
Volkwinbrunnen

In Schwalenberg erinnert der Volkwinbrunnen an dieses Märchen mit folgender Inschrift:
Inschrift des Volkwinbrunnens

DIES WASSER DAS GRUBEN DER MÄNNER ZWEI

UND WURDEN DAFÜR IHRER KETTEN FREI

IN GRAUER VORZEIT TAGEN.

DIE MÄNNER SIND TOT. DAS WASSER STIRBT NIE.

SPRINGT MUNTER VOM BERGE HEUTE NOCH WIE

IN GRAUEN VORZEIT TAGEN.
Anders als im Märchen wird davon ausgegangen, dass eher Mönche des Zisterzienserordens mit einer Peilstab-Messung festgestellt haben, dass die Quelle zwölf Meter höher als der Ort lag und mit Umgehung des Tals einen etwa 2200 Meter langen Wassergraben von der Magdalenenquelle entlang des Burgbergs bis nach Schwalenberg gebaut haben. Allerdings kannten schon die Römer den Düker als technische Lösung für eine Talquerung.
Als Folge dieses Märchens hat es Schwalenberg geschafft, Teil der Deutschen Märchenstraße zu werden. An dieses Märchen wurde in den 1950er Jahren im Ortskern vom Künstler Friedrich Eicke der Volkwinbrunnen errichtet. Der Wanderweg entlang der Burg und des Stadtwassers wurde mit multimedialen Stelen aufgewertet, auf denen Videos abgerufen werden können.